# Thomas W. Bartley

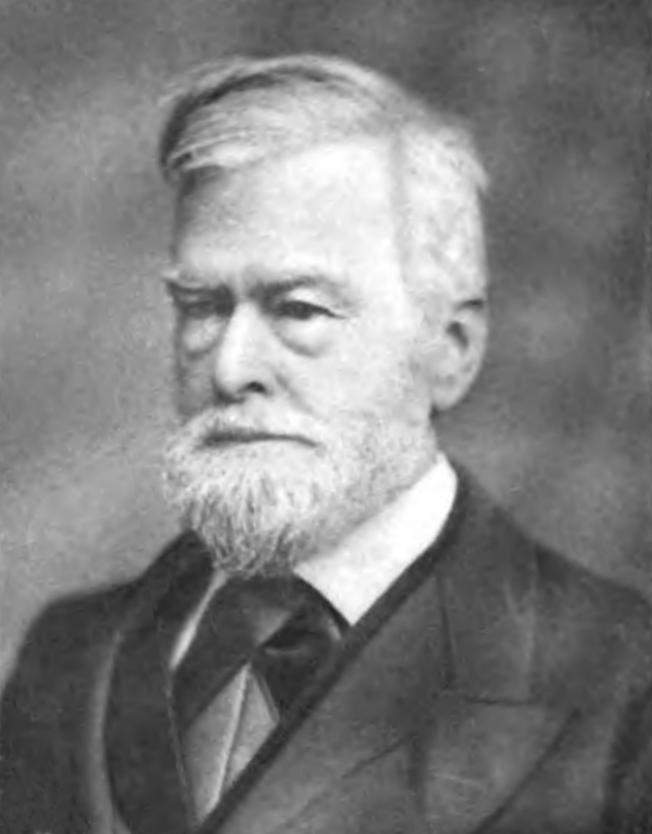
Thomas W. Bartley

Thomas Welles Bartley (* 11. Februar 1812 im Jefferson County, Ohio; † 20. Juni 1885 in Washington, D.C.) war ein US-amerikanischer Jurist und Politiker und im Jahr 1844 der 17. Gouverneur des Bundesstaates Ohio.

## Frühe Jahre
Thomas Bartley besuchte bis 1831 das Jefferson College in Pennsylvania. Nach einem anschließenden Jurastudium begann er im Richland County in Ohio in seinem neuen Beruf zu arbeiten. Dort wurde er bald darauf Bezirksstaatsanwalt.

## Politischer Aufstieg und Gouverneur von Ohio
Im Gegensatz zu seinem Vater Mordecai Bartley, der Mitglied der Whigs war, gehörte Thomas Bartley der Demokratischen Partei an. Zwischen 1839 und 1841 war er Mitglied des Repräsentantenhauses von Ohio, von 1841 bis 1845 saß er im Staatssenat. Dort war er seit 1844 Präsident des Hauses und in dieser Funktion entsprechend der Staatsverfassung auch stellvertretender Gouverneur.
Nach dem Rücktritt von Gouverneur Wilson Shannon im April 1844 fiel ihm das Amt des Gouverneurs zu. Thomas Bartley amtierte zwischen dem 15. April und dem 3. Dezember 1844. Damit beendete er die Amtszeit seines Vorgängers. Er bemühte sich um eine Wiederwahl und unterlag nur knapp einem parteiinternen Gegenkandidaten. Damit wurde bei den Gouverneurswahlen des Jahres 1844 ein Wahlkampf zwischen Vater und Sohn Bartley vermieden, da die Whigs Mordecai Bartley zu ihrem Kandidaten ernannt hatten. Nach dessen Wahlsieg wurde er am 3. Dezember 1844 zum Nachfolger seines Sohnes Thomas. Diese Konstellation ist im Staat Ohio bis heute einmalig geblieben.

## Weiterer Lebenslauf
Nach dem Ende seiner Amtszeit wurde Thomas Bartley von US-Präsident James K. Polk als Nachfolger von Charles Anthony zum Bundesstaatsanwalt für das nördliche Ohio ernannt. Diese Position behielt er bis 1849. Zwischen 1852 und 1859 war er Richter am Supreme Court of Ohio, wobei er drei Jahre lang Vorsitzender Richter dieses Gerichts war. Anschließend arbeitete er bis zu seinem Tod als Rechtsanwalt in Cincinnati und Washington. Thomas Bartley starb im Jahr 1885. Er war dreimal verheiratet und hatte mehrere Kinder. Eine seiner Frauen war Susan Sherman, die Schwester von General William T. Sherman und Senator John Sherman.